# André Baars
A.A.J. (André) Baars (Olburgen, 21 februari 1961) is een Nederlands CDA-politicus en  bestuurder.

## Biografie
Hij werd geboren in Olburgen, een dorp in de toenmalige Gelderse gemeente Steenderen. Baars volgde een hbo-opleiding bouwkunde en begon in 1982 zijn carrière bij de Bouw- en woningtoezicht van die gemeente. Daarna werkte hij twee jaar als werkvoorbereider in het bedrijfsleven en was in de periode 1985-1998 docent bouwtechniek/bouwkunde. Aansluitend had hij tot februari 2005 hij een managementfunctie in het onderwijs.
Daarnaast was hij actief in de lokale politiek. Vanaf 1985 als fractie-assistent, van 1990 tot 1998 was hij lid van de gemeenteraad van Steenderen en vanaf april 1998 was hij daar ruim zes jaar parttime-wethouder. Op 1 januari 2005 fuseerde Steenderen met enkele buurgemeenten tot de nieuwe gemeente Bronckhorst waar Baars wethouder werd.
Op 16 december 2011 volgde zijn benoeming tot burgemeester van Ermelo. Op 28 oktober 2020 heeft Baars zijn ontslag ingediend bij de Koning omdat hij geen bestuurlijk draagvlak meer voelt. Op 19 november 2020 werd hem ontslag verleend. Hij werd op 30 november 2020 opgevolgd door waarnemend burgemeester Dorine Burmanje. Vanaf 15 maart 2024 was hij enkele maanden waarnemend burgemeester van Maasdriel.